# Sematophyllum nebulosum
Sematophyllum nebulosum är en bladmossart som beskrevs av William Russell Buck 1993. Sematophyllum nebulosum ingår i släktet Sematophyllum och familjen Sematophyllaceae. Inga underarter finns listade i Catalogue of Life.